# Eleocharis reznicekii
Eleocharis reznicekii är en halvgräsart som beskrevs av S.González, D.J.Rosen, R.Carter och Paul M. Peterson. Eleocharis reznicekii ingår i släktet småsäv, och familjen halvgräs. Inga underarter finns listade i Catalogue of Life.